# Mileta Lisica
Mileta Lisica, né le 8 octobre 1966 à Priboj en Yougoslavie (aujourd'hui en Serbie) et mort le 11 novembre 2020, est un ancien joueur yougoslave de basket-ball. Lisica évoluait au poste de pivot et d'intérieur.

## Biographie
Il est décédé  à 54 ans d’une longue maladie.

## Palmarès
- 1992-1993: Champion de Yougoslavie avec l’Étoile Rouge de Belgrade.
- 1993-1994: Champion de Yougoslavie avec l’Étoile Rouge de Belgrade.
- 1998-1999: Finaliste de la Coupe de Slovénie avec Pivovarna Lasko.
- 1998-1999: Vice-champion de Slovénie avec Pivovarna Lasko.
- 1999-2000: Finaliste de la Coupe de Slovénie avec Pivovarna Lasko.
- 1999-2000: Vice-champion de Slovénie avec Pivovarna Lasko.

## All-Star Game
- 1998-1999: Participe au All Star Game slovène.
- 1999-2000: Participe au All Star Game slovène.
- 2000-2001: Participe au All Star Game slovène.

## Nominations
- 1993-1994: Élu MVP du championnat de Yougoslavie.
- 1998-1999: Membre de l’équipe type du championnat slovène.
- 1999-2000: Élu meilleur joueur étranger de l'année saison.
- 1999-2000: Élu MVP du championnat slovène.